# Laura Mancinelli
Laura Маncinelli  (18. prosinca 1933. – 7. srpnja 2016.) - talijanski pisac, germanist i medijevalist.
Predavač visoke škole, prevoditelj, esejist (brojni eseji o srednjovjekovnoj povijesti) i autor povijesnih romana.

## Životopis
Laura Mancinelli rođena je 1933. godine u Udinama i živjela je u Roveretu četiri godine prije nego što se 1937. preselila u Torino sa svojom obitelji.
Nakon školovanja i studija, diplomirala je na Sveučilište u Torinu 1956. godine, a diplomirala je njemačku književnost s naglaskom na modernu književnost.
U godinama nakon što je doktorirao, podučavala je bez ikakve odricanja od straha za srednjovjekovnu njemačku kulturu. Godine 1969. napisala je esej pjesme La canzone dei Nibelunghi. Problemi e valori ("Pjesma o Nibelunzima. Problemi i vrijednosti").
Sedamdesetih godina predaje njemačku filologiju na Sveučilište u Sassariju, a zatim je u Veneciji pozvao germanist Ladislao Mittner, 1976. godine stekla je stolicu povijesti njemačkog jezika na Sveučilište u Venecija.
Na savjet svog kolegu i prijatelja Claudio Magris 1972. godine uredio je i prevodio na talijanski jezik iz izvornog zapisa, Pjesma o Nibelunzima, a 1978. godine slijedio Tristan (nje. Tristan (Gottfried von Straßburg)), a 1989. g. Gregorius (nje. Gregorius) i Loša Heinrich (nje. Der arme Heinrich) (Hartmann von Aue).

## Izvod iz bibliografije

### Romani
- Dvanaest opata z Challant (I dodici abati di Challant, 1981.)
- Duh Mozarta (Il fantasma di Mozart, 1986.)